# Cambarus causeyi
Cambarus causeyi är en kräftdjursart som beskrevs av Charles Wilson Reimer 1966. Cambarus causeyi ingår i släktet Cambarus och familjen Cambaridae. IUCN kategoriserar arten globalt som livskraftig. Inga underarter finns listade i Catalogue of Life.